# Joevana Charles

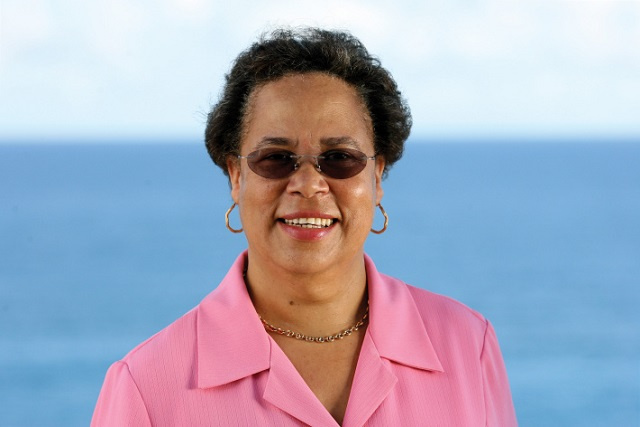
Joevana Charles

Joevana Charles (geb. Juli 1955; gest. 17. Januar 2021) war Mitglied der Nationalversammlung der Seychellen und gehörte zur Seychelles People’s Progressive Front und wurde 1993 erstmals in die Nationalversammlung gewählt.

## Leben

### Jugend und Karriere
Joevana Charles wurde im Juli 1955 geboren. Sie war das fünfte von acht Kindern. Da beide Eltern im Ausland arbeiteten, übernahm Charles die Rolle ihre Geschwister zu versorgen und zu unterrichten und deren Ausbildung zu organisieren. Ihr Bruder, Flavien Joubert, beschrieb sie als ein „Party Girl“ vor ihrer Heirat.
Charles begann ihre Karriere als Lehrerin. Später besuchte sie das National Teachers Training College und ging für weitere Studien an das Staatliches Moskauer Institut für Internationale Beziehungen.

## Politische Karriere
Die politische Karriere von Joevana Charles begann nach der Einführung des Mehrparteiensystems in den Seychellen 1993. Sie schloss sich der Seychelles People’s United Party und stellte sich als Kandidatin für den Wahlkreis Plaisance den Wahlen 1993. Sie gewann und stellte sich Wahlen 1998 erneut zur Wahl. Dieses Mal war sie Kandidatin für den Wahlkreis Roche Caiman. Sie wurde wiedergewählt und behielt ihren Sitz in den Wahlen 2002, 2007, und 2011. Sie beendete ihre Amtszeit 2016.
Während ihrer Amtszeit in der Nationalversammlung der Seychellen war Joevana Charles Mitglied des Geschäftsordnungsausschusses und Mitglied des parlamentarischen Frauenausschusses. Im Juli 2011 wurde Charles von Präsident James Michel zum Mitglied des Nationalen Komitees für soziale Renaissance (National Committee for Social Renaissance) ernannt, einem Komitee, welches den nationalen Dialog des Präsidenten steuern sollte.

## Tod
Joevana verstarb zu Hause am 17. Januar 2021. Sie hinterlässt zwei Kinder und mehrere Enkel.